# Zé Bonitinho
Zé Bonitinho é um personagem criado pelo ator brasileiro Jorge Loredo e recebeu esse nome em homenagem a um cozinheiro que o ator conheceu em um restaurante de beira de estrada que, por ser muito feio, era chamado de Zé Bonitinho. “Eu descobri Zé Bonitinho ao ver um garçom numa churrascaria em que eu estava reclamando da comida. O garçom disse que ia chamar o cozinheiro que era muito metido a bobo e ele disse 'Zé Bonitinho, vem cá'. Quando o cozinheiro chegou, era um cara horrivelmente feio. Comecei a rir e surgiu o apelido de Zé Bonitinho”.
Quanto a inspiração para o papel, veio de um colega (Jarbas) metido a garanhão, que Loredo costumava imitar nas festas, pois tirava um pente e um óculos exageradamente grandes do bolso e ficava ajeitando as sobrancelhas e o bigodinho toda hora e se passasse uma moça, cantarolava um tango, um bolero, sempre arrancando risadas do público a sua volta.
O personagem estreou na televisão em 1960, no programa Noites Cariocas, exibido pela extinta TV Rio. Suas primeiras falas eram roteirizadas por Chico Anysio e com o tempo, o ator foi criando bordões inesquecíveis: “Garotas do meu Brasil varonil: vou dar a vocês um tostão da minha voz...!”; “Mulheres, atentem para o tilintar das minhas sobrancelhas”; “O chato não é ser bonito, o chato é ser gostoso”, entre outros.
Em 2010, ano em que completou 50 anos, Zé Bonitinho continuava na televisão, participando do humorístico A Praça é Nossa. Sua última aparição no SBT, com a interpretação de Loredo, foi no dia 8 de março de 2012.
Depois da morte de seu criador e intérprete Jorge Loredo em março de 2015, Zé Bonitinho voltou a aparecer na televisão no remake da Escolinha do Professor Raimundo em novembro do mesmo ano, personificado pelo ator Mateus Solano. Está sendo revivido como Zé Bonitinho Júnior pela atriz mirim Manuela Aider na versão A Pracinha.